# Венесуэла на летних Олимпийских играх 1988
Венесуэла принимала участие в Летних Олимпийских играх 1988 года в Сеуле (Корея) в одиннадцатый раз за свою историю, но не завоевала ни одной медали. Сборную страны представляли 2 женщины.